# Melchior Treub

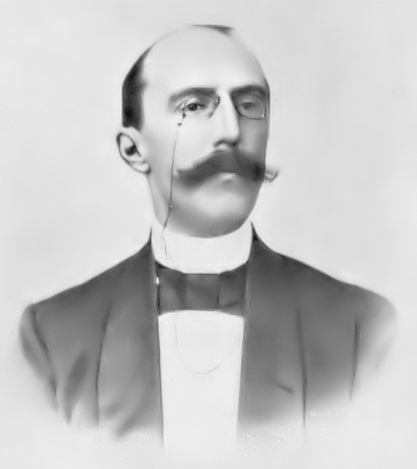
Melchior Treub.

Melchior Treub, född 26 december 1851 i Voorschoten, död 30 oktober 1910 i Saint-Raphaël, var en nederländsk botaniker, bror till Hector och Willem Treub.
Treub blev filosofie doktor och assistent vid Leidens botaniska trädgård 1874. Han blev tidigt bemärkt genom botaniska undersökningar och kallades 1880 till föreståndare för botaniska stationen och trädgården i Buitenzorg på Java. Genom honom blev denna institution internationellt uppmärksammad; den utvidgades med ett botaniskt laboratorium, utrustat med instrument, bibliotek och samlingar för allsidig forskning över den tropiska floran, och erhöll som filial ett urskogsområde i bergstrakten vid Tjibodas, likaledes med laboratorium samt forskarbostäder. Många forskare lockades till Buitenzorg, där det med tiden uppstod speciallaboratorier, särskilt för tropiska nyttoväxter, vilka slutligen ombildades till departement för agrikultur och skogsforskning. 
Treubs botaniska skrifter omfattar dels kemisk fysiologi (Jets over het chlorophyll, 1874), dels cellforskning (Recherches sur le rôle du noyau dans la division des cellules végétales, 1876), dels utvecklingslära och organografi, vartill särskilt Javavegetationen lämnade material (Études sur les lycopodiacées, Recherches sur les cycadées, och undersökningar över avvikande fröbildning och apogami); dels ekologi (till exempel om den nya vegetationen på Krakatau efter utbrottet 1883).
Treub redigerade den 1874 av företrädaren Scheffer påbörjade tidskriften "Annales du Jardin botanique de Buitenzorg". Han lämnade Java 1909 och försökte förgäves återställa sin bristande hälsa genom en tids vistelse i Egypten, innan han bosatte sig vid Franska rivieran.
Treub blev ledamot av Vetenskapssocieteten i Uppsala 1893, av svenska Vetenskapsakademien 1895 och av Fysiografiska sällskapet i Lund 1898. Auktorsnamnet Treub kan användas för Melchior Treub i samband med ett vetenskapligt namn inom botaniken; se Wikipediaartiklar som länkar till auktorsnamnet.